# Województwo katowickie (1975–1998)
Województwo katowickie – dawne województwo w południowej Polsce, istniejące w latach 1975–1998 jako jedno z 49 ówcześnie funkcjonujących. Obejmowało centralną część wcześniejszego dużego województwa katowickiego oraz północno-zachodnią część województwa krakowskiego i rejon Raciborza z województwa opolskiego. Powierzchnia województwa wynosiła 6650 km², ludność w 1998 3894,9 tys. osób (ponad 86% w miastach). Od 1999 obszar dawnego województwa, z wyjątkiem rejonu Olkusza i Chrzanowa oraz miasta i gminy Brzeszcze, stanowi trzon województwa śląskiego.

## Geografia
Województwo katowickie leżało w południowej części Polski. Obejmując w granicach z lat 1975–1998 obszar 6650 km², zaliczało się do województw średniej wielkości.
Długość granic województwa katowickiego wynosiła w 1998 723 km. Województwo graniczyło z województwami bielskim, częstochowskim, kieleckim, krakowskim i opolskim oraz z Czechosłowacją, a następnie Czechami. Rozciągało się między 49°50' i 50°36' N (rozciągłość z południa na północ – 87 km) oraz między 18°03' i 19°57' E (rozciągłość z zachodu na wschód – 136 km).
Najwyżej i najniżej położonymi punktami województwa katowickiego były:
- najwyższym położonym – Góra Zamkowa k. Ogrodzieńca (504 m n.p.m.);
- najwyżej położoną miejscowością – Ogrodzieniec (430 m n.p.m.);
- najniżej położonym – Turze k. Kuźni Raciborskiej (178 m n.p.m.);
- najniżej położoną miejscowością – Kuźnia Raciborska (180 m n.p.m.).

Województwo rozciągało się na obszarze Wyżyny Śląskiej, Kotliny Oświęcimskiej i Raciborskiej oraz Wyżyny Krakowsko-Częstochowskiej. Na obszarze województwa przeważały mało urodzajne gleby bielicowe i brunatne, jedynie w części południowej i wschodniej występowały żyźniejsze gleby lessowe. Głównymi rzekami były Wisła, Odra i Przemsza; na obszarze województwa zaczynały swój bieg Warta i Pilica. Województwo leżało na dziale wodnym Wisły i Odry, co przy wielkiej koncentracji ludności i przemysłu powodowało deficyt wody; w celu zaopatrzenia Górnośląskiego Okręgu Przemysłowego w wodę wybudowano szereg sztucznych zbiorników wodnych (największym było Jezioro Goczałkowickie na Wiśle, o powierzchni 32 km²).
Województwo katowickie, wraz z województwami bielskim, częstochowskim i opolskim, tworzyło makroregion południowy.

## Historia
W efekcie reformy administracyjnej z 1975, tworzącej 49 województw i likwidującej powiaty, województwo katowickie otrzymało nowy kształt terytorialny: 
- z północnej części województwa katowickiego utworzono województwo częstochowskie, w skład którego weszła Częstochowa oraz byłe powiaty częstochowski, kłobucki, lubliniecki i myszkowski oraz część zawierciańskiego;
- na południu powstało województwo bielskie, które objęło dotychczasowe powiaty miejskie Bielsko-Biała i Cieszyn oraz większość gmin dawnych powiatów bielskiego i cieszyńskiego (z Ustroniem i Wisłą);
- do województwa katowickiego przyłączono natomiast obszar powiatu raciborskiego z miastem Racibórz (z województwa opolskiego) oraz powiat miejski Jaworzno i część powiatów chrzanowskiego, olkuskiego i oświęcimskiego z Chrzanowem, Olkuszem, Trzebinią-Sierszą i Brzeszczami (z województwa krakowskiego).

Reformę z 1975 poprzedziła (już od 1973) akcja łączenia mniejszych miast i gmin z jednostkami większymi. W przeddzień wejścia w życie reformy, 27 maja 1975, w województwie katowickim zniesiono 22 miasta i 17 gmin:
- Będzin wchłonął miasto Grodziec;
- Bytom wchłonął miasto Radzionków i gminę Stolarzowice;
- Dąbrowa Górnicza wchłonęła miasto Strzemieszyce Wielkie;
- Jastrzębie-Zdrój wchłonęło gminy Ruptawa i Szeroka;
- Katowice wchłonęły miasta Kostuchna i Murcki oraz gminę Kostuchna;
- Leszczyny wchłonęły miasto Czerwionka;
- Mikołów wchłonął gminę Mokre;
- Mysłowice wchłonęły miasto Wesoła i gminę Wesoła;
- Orzesze wchłonęło gminę Gardawice;
- Piekary Śląskie wchłonęły miasto Brzeziny Śląskie;
- Pszczyna wchłonęła gminy Goczałkowice-Zdrój i Wisła Wielka;
- Rybnik wchłonął miasta Boguszowice i Niedobczyce;
- Sosnowiec wchłonął miasta Kazimierz Górniczy, Klimontów i Zagórze;
- Tarnowskie Góry wchłonęły miasta Miasteczko Śląskie i Strzybnica;
- Tychy wchłonęły miasta Bieruń Stary, Imielin[a] i Lędziny oraz gminy Bieruń Stary, Imielin i Lędziny;
- Wodzisław Śląski wchłonął miasta Pszów, Radlin i Rydułtowy oraz gminę Marklowice;
- Zawiercie wchłonęło miasto Poręba;
- Ząbkowice wchłonęły gminy Łosień, Wojkowice Kościelne i Ząbkowice;
- Żory wchłonęły gminę Baranowice.

W chwili wejścia w życie reformy (1 czerwca 1975) województwo katowickie dzieliło się na 47 miast i 61 gmin:
- miasta Będzin, Brzeszcze, Bukowno, Bytom, Chorzów, Chrzanów, Czechowice-Dziedzice, Czeladź, Dąbrowa Górnicza, Gliwice, Jaworzno, Jastrzębie-Zdrój, Jeleń, Katowice, Knurów, Kuźnia Raciborska, Leszczyny, Libiąż, Łaziska Górne, Łazy, Mikołów, Mysłowice, Ogrodzieniec, Olkusz, Orzesze, Piekary Śląskie, Pszczyna, Pyskowice, Racibórz, Ruda Śląska, Rybnik, Siemianowice Śląskie, Siewierz, Sławków, Sosnowiec, Świętochłowice, Tarnowskie Góry, Toszek, Trzebinia-Siersza, Tychy, Wodzisław Śląski, Wojkowice, Wolbrom, Zabrze, Zawiercie, Ząbkowice i Żory;
- gminy Babice, Bełk, Bestwina, Bobrowniki, Bojszowy, Bolesław, Byczyna, Chrzanów, Chwałęcice, Gaszowice, Godów, Gorzyce, Jawiszowice, Kamieniec, Klucze, Kobiór, Kornowac, Kromołów, Krupski Młyn, Krzanowice, Krzyżanowice, Kuźnia Raciborska, Libiąż, Ligota, Lubomia, Lyski, Łazy, Miedźna, Mierzęcice, Mszana, Myślachowice, Nakło, Nędza, Ochojec, Ogrodzieniec, Olkusz, Ornontowice, Pawłowice, Pietrowice Wielkie, Pilica, Poniszowice, Przyszowice, Psary, Rudnik, Rudy, Rudziniec, Siewierz, Sośnicowice, Suszec, Świerklaniec, Świerklany, Tąpkowice, Toszek, Trzebinia-Siersza, Tworóg, Wielowieś, Wolbrom, Zbrosławice, Zebrzydowice, Żarnowiec i Żernica.

Już w 1977 przeprowadzono pierwszą zmianę podziału administracyjnego województwa; zniesiono wówczas cztery miasta i dziewięć gmin, kolejnych osiemnaście gmin scalono (w ramach dziewięciu dotychczas istniejących), trzem zmieniono nazwy i siedziby władz, utworzono też trzy nowe gminy, wreszcie zmieniono granice dwóch gmin. Liczba jednostek stopnia podstawowego w województwie zmniejszyła się do 89: 43 miast i 46 gmin, przy czym 16 miast posiadało wspólne z gminami władze. 
Odtwarzanie jednostek rozpoczęło się już od 1982. W 1990 województwo dzieliło się na 93 podstawowe jednostki administracyjne (45 miast i 48 gmin, w tym 15 miast i gmin ze wspólnymi władzami). 
Sztucznie wyznaczone granice miast i gmin nie utrzymały się długo po upadku w Polsce ustroju komunistycznego. Dążąc do redukcji liczby jednostek administracyjnych, często łączono miejscowości sobie obce, o odmiennej historii i kulturze. Po wyborach samorządowych z 1990 dążenia odśrodkowe przybrały na sile, doprowadzając do przywrócenia samodzielności wielu miejscowościom przymusowo połączonym z większymi jednostkami. Powołano też urzędy rejonowe, namiastki powiatów. 
1 stycznia 1999, w następstwie kolejnej reformy administracyjnej, województwo katowickie zostało zlikwidowane, stając się rdzeniem nowego województwa śląskiego; z ziem małopolskich w województwie śląskim pozostało jedynie Jaworzno.

### Ważniejsze zmiany administracyjne
- 1 lutego 1977:
  - zniesiono miasta[12][14]:
    - Jeleń (włączony do Jaworzna),
    - Sławków (włączony do Dąbrowy Górniczej),
    - Wojkowice (włączone do Będzina),
    - Ząbkowice (włączone do Dąbrowy Górniczej, z wyjątkiem sołectw Podwarpie, Trzebiesławice[b], Tuliszów, Warężyn i Wojkowice Kościelne, które włączono do gminy Siewierz),

  - połączono gminy[13]:
    - Bestwina i Ligota w gminę Czechowice-Dziedzice z siedzibą w Czechowicach-Dziedzicach,
    - Kamieniec i Zbrosławice w gminę Zbrosławice z siedzibą w Zbrosławicach,
    - Kornowac i Lyski w gminę Lyski z siedzibą w Lyskach,
    - Krupski Młyn i Tworóg w gminę Tworóg z siedzibą w Tworogu,
    - Miedźna i Jawiszowice w gminę Brzeszcze z siedzibą w Brzeszczach,
    - Myślachowice i Trzebinia-Siersza w gminę Trzebinia z siedzibą w Trzebini[c],
    - Nakło i Świerklaniec w gminę Świerklaniec z siedzibą w Świerklańcu,
    - Poniszowice i Rudziniec w gminę Rudziniec z siedzibą w Rudzińcu,
    - Rudy i Kuźnia Raciborska w gminę Kuźnia Raciborska z siedzibą w Kuźni Raciborskiej,

  - zmieniono nazwy gmin[13]:
    - Bełk na Leszczyny z przeniesieniem siedziby władz do Leszczyn,
    - Bolesław na Bukowno z przeniesieniem siedziby władz do Bukowna,
    - Suszec na Żory z przeniesieniem siedziby władz do Żor,

  - zniesiono gminy Bojszowy (włączając Bojszowy do Tychów[14]), Byczyna (włączoną do Jaworzna[14]), Chwałęcice (włączając Chwałęcice do Rybnika[14]), Kobiór (włączając Kobiór do Tychów[14]), Kromołów (włączoną do Zawiercia[14]), Ochojec, Ornontowice, Przyszowice i Żernica[13],
  - utworzono gminy[13][14]:
    - Gierałtowice z siedzibą w Gierałtowicach, z obszaru znoszonej gminy Przyszowice oraz sołectw Bujaków i Ornontowice ze znoszonej gminy Ornontowice,
    - Pilchowice z siedzibą w Pilchowicach, z obszaru znoszonej gminy Żernica oraz sołectw Ochojec i Wilcza ze znoszonej gminy Ochojec,
    - Pszczyna z siedzibą w Pszczynie, z obszaru sołectw Studzionka, Wisła Mała i Wisła Wielka z miasta Pszczyny, Jankowice i Studzienice ze znoszonej gminy Bojszowy oraz sołectw Czarków i Piasek ze znoszonej gminy Kobiór;
- 1 października 1982[16][17][18]:
  - odtworzono miasto Poręba oraz gminy Bestwina i Miedźna,
  - nazwę gminy Żory zmieniono z powrotem na Suszec z powtórnym przeniesieniem siedziby władz do Suszca;
- 15 marca 1984 odtworzono miasto Sławków[19];
- 2 kwietnia 1991:
  - odtworzono miasta Bieruń i Lędziny oraz gminy Bojszowy, Kobiór, Krupski Młyn, Ornontowice i Wyry[20],
  - nazwę gminy Bukowno zmieniono z powrotem na Bolesław z powtórnym przeniesieniem siedziby władz do Bolesławia[21];
- 1 stycznia 1992:
  - odtworzono miasta Rydułtowy i Wojkowice oraz gminę Goczałkowice-Zdrój[22],
  - połączono w gminy wiejsko-miejskie jednoimienne miasta i gminy ze wspólnymi władzami: Brzeszcze, Chrzanów, Czechowice-Dziedzice, Kuźnia Raciborska, Leszczyny (zmieniając nazwę miasta i gminy na Czerwionka-Leszczyny), Libiąż, Łazy, Ogrodzieniec, Olkusz, Pszczyna, Siewierz, Toszek, Trzebinia i Wolbrom[23];
- 1 stycznia 1993 utworzono gminę Jejkowice z części gminy Gaszowice oraz odtworzono gminę Kornowac[24];
- 30 grudnia 1994[25]:
  - utworzono gminę Chełm Śląski z części Mysłowic,
  - odtworzono miasta Imielin, Miasteczko Śląskie i Pszów oraz gminę Marklowice;
- 1 stycznia 1997 odtworzono miasto Radlin oraz zmieniono nazwę gminy Tąpkowice na Ożarowice[26];
- 1 stycznia 1998 odtworzono miasto Radzionków[27].

## Podział administracyjny
| Gmina                               | Rodzaj gminy    | Powierzchnia (km²) | Liczba ludności 31 XII 1997 | Liczba ludności 31 XII 1997 |
| Gmina                               | Rodzaj gminy    | Powierzchnia (km²) | ogółem                      | na km²                      |
| ----------------------------------- | --------------- | ------------------ | --------------------------- | --------------------------- |
| Babice                              | wiejska         | 54                 | 8382                        | 155                         |
| Bestwina                            | wiejska         | 38                 | 9684                        | 255                         |
| Będzin                              | miejska         | 37                 | 60 884                      | 1646                        |
| Bieruń                              | miejska         | 40                 | 21 963                      | 549                         |
| Bobrowniki                          | wiejska         | 52                 | 11 337                      | 218                         |
| Bojszowy                            | wiejska         | 34                 | 5677                        | 167                         |
| Bolesław                            | wiejska         | 41                 | 7933                        | 193                         |
| Brzeszcze (w tym miasto)            | miejsko-wiejska | 46 (19)            | 22 148 (12 470)             | 481 (656)                   |
| Bukowno                             | miejska         | 63                 | 10 502                      | 167                         |
| Bytom                               | miejska         | 83                 | 225 799                     | 2720                        |
| Chełm Śląski                        | wiejska         | 23                 | 5650                        | 246                         |
| Chorzów                             | miejska         | 34                 | 123 045                     | 3619                        |
| Chrzanów (w tym miasto)             | miejsko-wiejska | 79 (38)            | 52 069 (41 948)             | 659 (1104)                  |
| Czechowice-Dziedzice (w tym miasto) | miejsko-wiejska | 66 (33)            | 43 740 (35 789)             | 663 (1085)                  |
| Czeladź                             | miejska         | 17                 | 36 091                      | 2123                        |
| Czerwionka-Leszczyny (w tym miasto) | miejsko-wiejska | 116 (39)           | 42 710 (30 355)             | 368 (778)                   |
| Dąbrowa Górnicza                    | miejska         | 188                | 131 394                     | 699                         |
| Gaszowice                           | wiejska         | 20                 | 8428                        | 421                         |
| Gierałtowice                        | wiejska         | 39                 | 10 902                      | 280                         |
| Gliwice                             | miejska         | 134                | 212 781                     | 1588                        |
| Goczałkowice-Zdrój                  | wiejska         | 49                 | 6204                        | 127                         |
| Godów                               | wiejska         | 38                 | 12 199                      | 321                         |
| Gorzyce                             | wiejska         | 64                 | 18 926                      | 296                         |
| Imielin                             | miejska         | 28                 | 7655                        | 273                         |
| Jastrzębie-Zdrój                    | miejska         | 85                 | 102 778                     | 1209                        |
| Jaworzno                            | miejska         | 152                | 97 926                      | 644                         |
| Jejkowice                           | wiejska         | 8                  | 3375                        | 422                         |
| Katowice                            | miejska         | 165                | 348 974                     | 2115                        |
| Klucze                              | wiejska         | 119                | 14 876                      | 125                         |
| Knurów                              | miejska         | 34                 | 43 652                      | 1284                        |
| Kobiór                              | wiejska         | 49                 | 4260                        | 87                          |
| Kornowac                            | wiejska         | 26                 | 4653                        | 179                         |
| Krupski Młyn                        | wiejska         | 39                 | 3587                        | 92                          |
| Krzanowice                          | wiejska         | 47                 | 6539                        | 139                         |
| Krzyżanowice                        | wiejska         | 70                 | 12 023                      | 172                         |
| Kuźnia Raciborska (w tym miasto)    | miejsko-wiejska | 127 (32)           | 12 717 (6040)               | 100 (189)                   |
| Lędziny                             | miejska         | 31                 | 17 782                      | 574                         |
| Libiąż (w tym miasto)               | miejsko-wiejska | 57 (36)            | 23 337 (18 049)             | 409 (501)                   |
| Lubomia                             | wiejska         | 42                 | 8019                        | 191                         |
| Lyski                               | wiejska         | 58                 | 8956                        | 154                         |
| Łaziska Górne                       | miejska         | 20                 | 22 944                      | 1147                        |
| Łazy (w tym miasto)                 | miejsko-wiejska | 133 (9)            | 16 492 (7190)               | 124 (799)                   |
| Marklowice                          | wiejska         | 14                 | 5136                        | 367                         |
| Miasteczko Śląskie                  | miejska         | 68                 | 7657                        | 113                         |
| Miedźna                             | wiejska         | 50                 | 15 536                      | 311                         |
| Mierzęcice                          | wiejska         | 51                 | 7545                        | 148                         |
| Mikołów                             | miejska         | 79                 | 39 126                      | 495                         |
| Mszana                              | wiejska         | 31                 | 7118                        | 230                         |
| Mysłowice                           | miejska         | 66                 | 79 459                      | 1204                        |
| Nędza                               | wiejska         | 57                 | 7468                        | 131                         |
| Ogrodzieniec (w tym miasto)         | miejsko-wiejska | 86 (29)            | 9686 (4425)                 | 113 (153)                   |
| Olkusz (w tym miasto)               | miejsko-wiejska | 151 (26)           | 52 961 (40 265)             | 351 (1549)                  |
| Ornontowice                         | wiejska         | 15                 | 5665                        | 378                         |
| Orzesze                             | miejska         | 83                 | 18 902                      | 228                         |
| Ożarowice                           | wiejska         | 44                 | 5293                        | 120                         |
| Pawłowice                           | wiejska         | 76                 | 17 799                      | 234                         |
| Piekary Śląskie                     | miejska         | 40                 | 66 246                      | 1656                        |
| Pietrowice Wielkie                  | wiejska         | 68                 | 7664                        | 113                         |
| Pilchowice                          | wiejska         | 81                 | 1665                        | 144                         |
| Pilica (w tym miasto)               | wiejsko-miejska | 139 (8)            | 9783 (2056)                 | 70 (257)                    |
| Poręba                              | miejska         | 40                 | 9009                        | 225                         |
| Psary                               | wiejska         | 46                 | 10 942                      | 238                         |
| Pszczyna (w tym miasto)             | miejsko-wiejska | 174 (71)           | 48 611 (34 827)             | 279 (491)                   |
| Pszów                               | miejska         | 20                 | 15 143                      | 757                         |
| Pyskowice                           | miejska         | 31                 | 21 789                      | 703                         |
| Racibórz                            | miejska         | 75                 | 64 523                      | 860                         |
| Radlin                              | miejska         | 12                 | 18 566                      | 1547                        |
| Ruda Śląska                         | miejska         | 78                 | 163 014                     | 2090                        |
| Rudnik                              | wiejska         | 74                 | 5453                        | 74                          |
| Rudziniec                           | wiejska         | 160                | 11 498                      | 72                          |
| Rybnik                              | miejska         | 135                | 144 943                     | 1074                        |
| Rydułtowy                           | miejska         | 15                 | 23 900                      | 1593                        |
| Siemianowice Śląskie                | miejska         | 25                 | 77 664                      | 3107                        |
| Siewierz (w tym miasto)             | miejsko-wiejska | 116 (38)           | 12 339 (5544)               | 106 (146)                   |
| Sławków                             | miejska         | 37                 | 6791                        | 184                         |
| Sosnowiec                           | miejska         | 91                 | 244 085                     | 2682                        |
| Sośnicowice (w tym miasto)          | miejsko-wiejska | 116 (12)           | 8495 (1947)                 | 73 (162)                    |
| Suszec                              | wiejska         | 76                 | 9650                        | 127                         |
| Świerklaniec                        | wiejska         | 44                 | 9962                        | 226                         |
| Świerklany                          | wiejska         | 24                 | 10 788                      | 450                         |
| Świętochłowice                      | miejska         | 13                 | 59 304                      | 4562                        |
| Tarnowskie Góry                     | miejska         | 83                 | 66 477                      | 801                         |
| Toszek (w tym miasto)               | miejsko-wiejska | 98 (10)            | 12 070 (5096)               | 123 (510)                   |
| Trzebinia (w tym miasto)            | miejsko-wiejska | 105 (31)           | 35 287 (19 986)             | 336 (645)                   |
| Tworóg                              | wiejska         | 125                | 8592                        | 69                          |
| Tychy                               | miejska         | 82                 | 133 258                     | 1625                        |
| Wielowieś                           | wiejska         | 117                | 6422                        | 55                          |
| Wodzisław Śląski                    | miejska         | 50                 | 49 697                      | 994                         |
| Wojkowice                           | miejska         | 13                 | 10 119                      | 778                         |
| Wolbrom (w tym miasto)              | miejsko-wiejska | 151 (10)           | 23 898 (9453)               | 158 (945)                   |
| Wyry                                | wiejska         | 34                 | 6127                        | 180                         |
| Zabrze                              | miejska         | 80                 | 200 976                     | 2512                        |
| Zawiercie                           | miejska         | 85                 | 55 830                      | 657                         |
| Zbrosławice                         | wiejska         | 149                | 16 265                      | 109                         |
| Zebrzydowice                        | wiejska         | 42                 | 11 769                      | 280                         |
| Żarnowiec                           | wiejska         | 125                | 5113                        | 41                          |
| Żory                                | miejska         | 65                 | 66 306                      | 1020                        |

### Urzędy rejonowe
W 1990 w całym kraju utworzono sieć urzędów rejonowych. Pod koniec 1998 w województwie katowickim działały następujące urzędy rejonowe:
- w Będzinie dla gmin Bobrowniki i Psary oraz miast Będzin, Czeladź, Dąbrowa Górnicza, Sosnowiec i Wojkowice;
- w Chrzanowie dla gmin Babice, Chrzanów, Libiąż i Trzebinia oraz miasta Jaworzno;
- w Gliwicach dla gmin Gierałtowice, Ornontowice, Pilchowice, Rudziniec, Sośnicowice, Toszek i Wielowieś oraz miast Gliwice, Knurów, Pyskowice i Zabrze;
- w Katowicach dla gminy Chełm Śląski oraz miast Bytom, Chorzów, Imielin, Katowice, Mysłowice, Radzionków, Ruda Śląska, Siemianowice Śląskie i Świętochłowice;
- w Olkuszu dla gmin Bolesław, Klucze, Olkusz i Wolbrom oraz miast Bukowno i Sławków;
- w Pszczynie dla gmin Bestwina, Brzeszcze, Czechowice-Dziedzice, Goczałkowice-Zdrój, Miedźna, Pawłowice, Pszczyna i Suszec;
- w Raciborzu dla gmin Krzanowice, Krzyżanowice, Kuźnia Raciborska, Nędza, Pietrowice Wielkie i Rudnik oraz miasta Racibórz;
- w Rybniku dla gmin Czerwionka-Leszczyny, Gaszowice, Jejkowice, Kornowac, Lyski i Świerklany oraz miast Rybnik i Żory;
- w Tarnowskich Górach dla gmin Krupski Młyn, Ożarowice, Świerklaniec, Tworóg i Zbrosławice oraz miast Miasteczko Śląskie, Piekary Śląskie i Tarnowskie Góry;
- w Tychach dla gmin Bojszowy, Kobiór i Wyry oraz miast Bieruń, Lędziny, Łaziska Górne, Mikołów, Orzesze i Tychy;
- w Wodzisławiu Śląskim dla gmin Godów, Gorzyce, Lubomia, Marklowice, Mszana i Zebrzydowice oraz miast Jastrzębie-Zdrój, Pszów, Radlin, Rydułtowy i Wodzisław Śląski;
- w Zawierciu dla gmin Łazy, Mierzęcice, Ogrodzieniec, Pilica, Siewierz i Żarnowiec oraz miast Poręba i Zawiercie.

## Ludność
Województwo katowickie było najludniejsze w Polsce. Pod względem gęstości zaludnienia zajmowało trzecie miejsce w kraju, po łódzkim i warszawskim. Reforma administracyjna spowodowała wzrost poziomu urbanizacji, zarówno dzięki wcieleniu niektórych gmin do miast, jak i dzięki odłączeniu słabo zurbanizowanych północnych i południowych terenów województwa oraz przyłączeniu zurbanizowanej i uprzemysłowionej części województwa krakowskiego. Górnośląski Okręg Przemysłowy tworzył największą w Polsce aglomerację, zamieszkaną na początku lat 80. przez ok. 2,5 mln ludzi. Przyrost naturalny niezmiennie należał do najniższych w Polsce i pod koniec lat 80. spadł do 2‰, a w latach 90. stał się on ujemny i w 1997 wyniósł -0,48‰. Najwięcej mieszkańców województwo katowickie miało w 1992 – według stanu na 30 czerwca tego roku liczba ludności województwa wyniosła 4009,1 tys. osób.
| Rok        | Liczba ludności | Liczba ludności     | Liczba ludności    |
| Rok        | ogółem          | miejska (%)         | wiejska (%)        |
| ---------- | --------------- | ------------------- | ------------------ |
| 1975       | 3 487 899       | 2 995 349 (85,88)   | 492 550 (14,12)    |
| 1976       | 3 535 020       | 3 040 875 (86,02)   | 494 145 (13,98)    |
| 1977       | 3 577 499       | 3 110 243 (86,94)   | 467 256 (13,06)    |
| 7 XII 1978 | 3 613 161       | 3 148 308 (87,13)   | 464 853 (12,87)    |
| 1978       | 3 615 651       | 3 151 658 (87,17)   | 463 993 (12,83)    |
| 1979       | 3677 tys.       | 3210,4 tys.(87,31)  | 466,6 tys. (12,69) |
| 1980       | 3 733 918       | 3 265 453 (87,45)   | 468 465 (12,55)    |
| 1981       | 3 805 874       | 3 335 458 (87,64)   | 470 416 (12,36)    |
| 1982       | 3 856 300       | 3 383 350 (87,74)   | 472 950 (12,26)    |
| 1983       | 3 854 256       | 3 379 146 (87,67)   | 475 110 (12,33)    |
| 1984       | 3 895 538       | 3 417 456 (87,73)   | 478 082 (12,27)    |
| 1985       | 3 916 444       | 3 433 536 (87,67)   | 482 908 (12,33)    |
| 1986       | 3 946 147       | 3 459 731 (87,67)   | 486 416 (12,33)    |
| 1987       | 3 970 843       | 3 481 324 (87,67)   | 489 519 (12,33)    |
| 6 XII 1988 | 3945,4 tys.     | 3454 tys. (87,5)    | 492 tys. (12,5)    |
| 1988       | 3 931 532       | 3 442 495 (87,56)   | 489 037 (12,44)    |
| 1989       | 3 968 322       | 3 474 973 (87,57)   | 493 349 (12,43)    |
| 1990       | 3 988 813       | 3 493 617 (87,59)   | 495 214 (12,41)    |
| 1991       | 4 006 567       | 3 494 983 (87,23)   | 511 584 (12,77)    |
| 1992       | 3 953 044       | 3 437 978 (86,97)   | 515 066 (13,03)    |
| 1993       | 3 954 282       | 3 437 866 (86,94)   | 516 416 (13,06)    |
| 1994       | 3 936 332       | 3 420 858 (86,9)    | 515 474 (13,1)     |
| 17 V 1995  | 3940,6 tys.     | 3414,1 tys. (86,6)  | 526,5 tys. (13,4)  |
| 1995       | 3 924 813       | 3 399 675 (86,62)   | 525 138 (13,38)    |
| 1996       | 3 918 396       | 3 393 733 (86,61)   | 524 663 (13,39)    |
| 1997       | 3 908 557       | 3 382 574 (86,54)   | 525 983 (13,46)    |
| 1998       | 3894,9 tys.     | 3359,2 tys. (86,25) | 535,7 tys. (13,75) |

## Gospodarka
Reforma administracyjna wzmocniła wybitnie przemysłowy charakter województwa. W połowie lat 70. skupiało ono ponad 17% ogółu zatrudnionych w przemyśle Polski (1975) i wytwarzało 16% produkcji przemysłowej kraju (1976). W 1990 region dostarczał 97,6% krajowego wydobycia węgla kamiennego, 39,6% produkcji koksu, 100% cynku i ołowiu (1989), 56,6% stali, 53,2% wyrobów walcowanych, 48,7% samochodów osobowych oraz 23,3% energii elektrycznej.
Po 1989 wiele zakładów przemysłowych Górnośląskiego Okręgu Przemysłowego zostało zamkniętych. Restrukturyzacja przemysłu spowodowała zmiany w strukturze zatrudnienia regionu i w 1998 liczba zatrudnionych w przemyśle oraz usługach zrównała się.
Rolnictwo odgrywało w gospodarce regionu rolę drugoplanową. W 1975 użytki rolne zajmowały 51,4% obszaru województwa, w tym grunty orne 38,6%; dekadę później odpowiednio 48,7% i 37,8%. Według spisu powszechnego z 1978 w rolnictwie zatrudnione były w województwie 90 862 osoby, na których utrzymaniu pozostawało dalszych 47 127 osób; łącznie ludność rolnicza stanowiła wówczas 3,8% ludności województwa katowickiego. Zgodnie z wynikami spisu z 1988, jedynie 38 tys. mieszkańców województwa (niespełna procent) żyło wyłącznie z rolnictwa.
Pod koniec 1991 w województwie zarejestrowanych było 116 313 bezrobotnych (stopa bezrobocia 6,6%), pod koniec 1997 – 103 720 (stopa bezrobocia 6,4%).
W 1990 w województwie katowickim eksploatowanych było 1590 km linii kolejowych oraz 11 036 km dróg samochodowych o nawierzchni twardej. W tym czasie w województwie zarejestrowanych było 624,3 tys. samochodów osobowych, 9,4 tys. autobusów, 76,9 tys. samochodów ciężarowych oraz 101 tys. motocykli i skuterów. Do 1997 długość linii kolejowych spadła do 1398 km (w tym 1175 km zelektryfikowanych i 39 km wąskotorowych), natomiast długość dróg kołowych wzrosła do 14 053 km (12 081 km o nawierzchni twardej, w tym 10 823 km o nawierzchni ulepszonej, oraz 1972 km gruntowych); zarejestrowanych było wówczas 1 186 095 pojazdów silnikowych, w tym 881 413 samochodów osobowych, 33 011 motocykli i skuterów, 7281 autobusów, 102 045 samochodów ciężarowych i osobowo-ciężarowych oraz 26 117 ciągników rolniczych.

## Władze
Pierwsi sekretarze Komitetu Wojewódzkiego Polskiej Zjednoczonej Partii Robotniczej:
- Zdzisław Grudzień (do września 1980)
- Andrzej Żabiński (wrzesień 1980 – styczeń 1982)
- Zbigniew Messner (styczeń 1982 – listopad 1983)
- Bogumił Ferensztajn (listopad 1983 – listopad 1987)
- Manfred Gorywoda (listopad 1987 – grudzień 1989)

Wojewodowie:
- Stanisław Kiermaszek (11 czerwca 1975 – 14 czerwca 1978) (PZPR)
- Zdzisław Legomski (15 czerwca 1978 – 23 grudnia 1980) (PZPR)
- Henryk Lichoś (24 grudnia 1980 – 15 grudnia 1981) (PZPR)
- Roman Paszkowski (16 grudnia 1981 – 18 maja 1985) (PZPR)
- Tadeusz Wnuk (18 maja 1985 – 28 maja 1990) (PZPR do 1990 r./SdRP w 1990 r.)
- Wojciech Czech (28 maja 1990 – 1 marca 1994) (bezpartyjny)
- Eugeniusz Ciszak (1 czerwca 1994 – 21 listopada 1997) (PSL)
- Marek Kempski (12 grudnia 1997 – 31 grudnia 1998) (AWS)

## Herb

Herb województwa katowickiego

Od 9 maja 1997 województwo katowickie posiadało herb, nadany rozporządzeniem wojewody katowickiego Eugeniusza Ciszaka z dnia 22 kwietnia 1997. Przedstawiał on złotego orła w błękitnym polu.